# Lista de prefeitos de Novo Triunfo
Esta é a lista de prefeitos do município de Novo Triunfo, do estado brasileiro da Bahia.
O cargo de prefeito no Brasil, foi criado em 11 de abril de 1835, pela assembleia provincial paulista, em reação aos amplos poderes conferidos pelo Código de Processo Criminal de 1832 às câmaras municipais. Seguiram o exemplo paulista seis províncias do nordeste brasileiro (Alagoas, Ceará, Maranhão, Paraíba, Pernambuco e Sergipe).
Sob a vigente ordem constitucional, essa designação é dada ao funcionário público do Poder Executivo municipal, que exerce seu cargo em função de uma legislatura (mandato), sendo para tanto eleito a cada quatro anos, podendo ser reeleito por mais 4 anos (segundo mandato).
Funções
O poder executivo municipal chefia a administração e comanda os serviços públicos, tendo como comandante o prefeito.
A partir da constituição brasileira de 1934, o cargo de prefeito passou a ser o único, em todo o Brasil, ao qual estão atribuídas as funções de chefe do poder executivo do governo local, em simetria aos chefes dos executivos da União e do estado, portanto, em forma monocrática. Este texto quer dizer que deverá haver harmonia e integração de ação entre as esferas envolvidas sem a intervenção de uma na outra, exceto nos casos previstos na Constituição Federal.
Eleições
O prefeito é eleito por sufrágio universal, secreto, direto, em pleito simultâneo em todo o País, realizado a cada quatro anos, no primeiro domingo de outubro.
E trinta dias após tem lugar o segundo turno, se o eleito em primeiro lugar não atingir 50% dos votos válidos mais um voto, no caso de municípios com mais de duzentos mil eleitores.
Conforme a legislação eleitoral atual no Brasil para tornar-se elegível, exige-se uma série de requisitos;
- Possuir nacionalidade brasileira ou portuguesa (neste caso, o cidadão português deve se encontrar amparado pelo Estatuto de Igualdade entre Portugueses e Brasileiros),
- Título de eleitor em dia e estar em gozo pleno do exercício dos direitos políticos,
- Domicilio eleitoral na circunscrição na qual o candidato se apresenta,
- Filiação partidária,
- Ser alfabetizado (tópico invalidado pela atual constituição brasileira de 1988),
- Desincompatibilização de cargo público — Se ocupa um cargo público deve sair seis meses antes das eleições e voltar caso possa só após seis meses ao pleito eleitoral,
- Renúncia de outro mandado até seis meses antes do pleito e não ser parente afim ou consangüíneo, até segundo grau, ou cônjuge de titular de cargo eletivo; pode, entretanto, ser candidato à reeleição (artigo 14 da Constituição),
- Ter idade mínima de 21 anos.

| Nº | Nome                                      | Imagem                | Partido               | Início do mandato      | Fim do mandato                          | Observações                                                                              |
| 1  | Arivaldo de Andrade Nilo                  |                       | PMDB                  | 1º de janeiro de 1990  | 31 de dezembro de 1992                  | Prefeito eleito em sufrágio universal                                                    |
| 2  | José Moreira Filho                        |                       | PMDB                  | 1º de janeiro de 1993  | 31 de dezembro de 1996                  | Prefeito eleito em sufrágio universal                                                    |
| 3  | Arivaldo de Andrade Nilo                  |                       | PFL                   | 1º de janeiro de 1997  | 30 de março de 1999                     | Prefeito eleito em sufrágio universal                                                    |
| 4  | José Almeida Souza                        |                       |                       | 31 de março de 1999    | 31 de dezembro de 2000                  |                                                                                          |
| 5  | Pedro José Carvalho de Almeida "Pedrinho" |                       | PL                    | 1° de janeiro de 2001  | 31 de dezembro de 2004                  | Prefeito eleito em sufrágio universal                                                    |
| 5  | Pedro José Carvalho de Almeida "Pedrinho" | 1º de janeiro de 2005 | PL                    | Abril de 2007          | Prefeito reeleito em sufrágio universal |                                                                                          |
| 6  | Manoel Messias de Santana                 |                       | PSDB                  | Abril de 2007          | 1 de maio 2008                          | Presidente da Câmara Municipal; Assumiu o cargo após o afastamento do titular e do vice; |
| -  | José Adelmo Matos                         |                       | -                     | 2 de maio de 2008      | 7 de maio 2008                          | Promotor de justiça; Prefeito interino, assumiu o cargo após a morte do titular.         |
| 7  | José Messias Matos dos Reis "Ligeirinho"  |                       | PSDB                  | 7 de maio de 2008      | 31 de dezembro de 2008                  | Presidente da Câmara Municipal                                                           |
| 7  | José Messias Matos dos Reis "Ligeirinho"  | 1º de janeiro de 2009 | PSDB                  | 31 de dezembro de 2012 | Prefeito reeleito em sufrágio universal |                                                                                          |
| 8  | João Batista de Santana "Batistinha"      |                       | PDT                   | 1° de janeiro de 2013  | 31 de dezembro de 2016                  | Prefeito eleito em sufrágio universal                                                    |
| 8  | João Batista de Santana "Batistinha"      | PP                    | 1º de janeiro de 2017 | 31 de dezembro de 2020 | Prefeito reeleito em sufrágio universal |                                                                                          |
| 9  | Matheus Barros de Santana "Matheus Bob"   | PP                    |                       | 1° de janeiro de 2021  | 31 de dezembro de 2024                  | Prefeito eleito em sufrágio universal                                                    |
| 9  | Matheus Barros de Santana "Matheus Bob"   | PP                    | 1° de janeiro de 2025 | Atual                  | Prefeito reeleito em sufrágio universal |                                                                                          |